# Taurasi rosso
Il  Taurasi rosso è un vino DOCG la cui produzione è consentita in alcuni comuni della provincia di Avellino

## Zona di produzione
Vedi: Taurasi DOCG

## Vitigni con cui è consentito produrlo
- Aglianico minimo 85%
- altri vitigni a bacca rossa idonei alla coltivazione per la provincia di Avellino fino ad un massimo del 15%[1]

## Tecniche di produzione
sono esclusi gli impianti su terreni di fondovalle, umidi e non sufficientemente soleggiati
È vietata ogni pratica di forzatura.
Tutte le operazioni di vinificazione debbono essere effettuate nella provincia di Avellino.
È richiesto un periodo di invecchiamento di almeno tre anni di cui almeno uno in botte a partire dal 1º dicembre dell'anno di vendemmia.

## Caratteristiche organolettiche
- colore: rubino intenso, tendente al granato fino ad acquistare riflessi arancioni con l'invecchiamento;
- odore: caratteristico, etereo, gradevole più o meno intenso;
- sapore: asciutto, pieno, armonico, equilibrato, con retrogusto persistente;
- acidità totale minima: 5,0 g/l;[1]

## Informazioni sulla zona geografica
Vedi: Taurasi DOCG

## Storia
Vedi: Taurasi DOCG
Precedentemente l'attuale disciplinare DOCG era stato:
- Approvato DOC con DPR 26.03.1970
- Approvato DOCG con DM 11.03.1993 G.U. 72 - 27.03.1993

## Produzione
Provincia, stagione, volume in ettolitri
- Avellino (1990/91) 629,1
- Avellino (1991/92) 852,0
- Avellino (1992/93) 789,1
- Avellino (1993/94) 741,21
- Avellino (1994/95) 1705,74
- Avellino (1995/96) 2135,88
- Avellino (1996/97) 4163,46